# CY Большого Пса
CY Большого Пса (лат. CY Canis Majoris) — одиночная переменная звезда в созвездии Большого Пса на расстоянии приблизительно 2010 световых лет (около 616 парсеков) от Солнца. Видимая звёздная величина звезды — от +11,2m до +10,1m.

## Характеристики
CY Большого Пса — красная пульсирующая полуправильная переменная звезда типа SRB (SRB) спектрального класса M6 или M7.